# Haugsøyna
Haugsøyna ou Hogsøya est une île dans le landskap Sunnhordland du comté de Vestland. Elle appartient administrativement à Masfjorden.

## Géographie
Rocheuse et pratiquement désertique, elle s'étend sur environ 3,505 km de longueur pour une largeur approximative maximale de 1,54 km. 